# Climatiformes
Els climatiformes (Climatiiformes) són un ordre extint de peixos acantodis. Eren abundants al final del Silurià, però es van tornar més rars a mitjan Devonià; una única família Gyracanthidae, es va estendre fins al Carbonífer, i amb ella es va extingir tot l'ordre en aquest últim període.